# 이디-호프스티 다이어그램
이디-호프스티 다이어그램(영어: Eadie-Hofstee diagram)은 생화학의 효소 반응속도론에서 미카엘리스-멘텐 반응속도론을 그래프로 표현한 것이다. 이디-호프스티 플롯(영어: Eadie–Hofstee plot), 이디-호프스티 식, 이디 플롯(영어: Eadie plot), 호프스티 플롯(영어: Hofstee plot), 아우구스틴손 플롯(영어: Augustinsson plot)이라고도 한다.
홀데인(Haldane)과 스턴(Stern)이 울프에서 기본 방정식을 제공했지만, 그가 유도한 것은 미카엘리스-멘텐 방정식의 세 가지 선형 변환 중 하나에 불과했기 때문에 울프(Woolf)의 기여는 잘못된 것이다.

## 내용
다이어그램의 가장 기본이 되는 효소와 반응 속도의 관계식은 미카엘레스-멘텐 방정식으로, 효소 촉매 반응의 비율(내지는 속도) {\displaystyle v}의 함수로서 기질 농도 {\displaystyle a}에 대한 가장 간단한 방정식이며 주로 다음과 같이 쓴다.
{\displaystyle v={{Va} \over {K_{\mathrm {m} }+a}}}
여기서 {\displaystyle V}은 기질 포화에서의 비율이고, {\displaystyle a}이 무한대 또는 한계 비율에 접근할 때 {\displaystyle K_{\mathrm {m} }}은 반포화에서 {\displaystyle a}의 값, 즉 {\displaystyle v=0.5V}인 경우 미카엘레스 상수로 알려진 값이다. 이디와 호프스티는 이것을 다음과 같이 직선 관계로 독립적으로 변환하고자 했다. 방정식의 양변에 역수를 취하면 라인위버-버크 방정식이라는 기본 방정식이 나온다.
{\displaystyle {1 \over v}={1 \over V}+{K_{\mathrm {m} } \over V}} · {\displaystyle {1 \over a}}
이를 또 다른 직선으로 만들기 위해 재배열하면 다음과 같은 식이 나온다.
{\displaystyle v=V-K_{\mathrm {m} }} · {\displaystyle {v \over a}}
이는 {\displaystyle v/a}에 대한 {\displaystyle v}의 플롯이 세로 좌표에 {\displaystyle V} 절편이 있고 기울기 {\displaystyle -K_{\mathrm {m} }}(Hofstee 플롯)이 있는 직선임을 보여준다. Eadie 플롯에서 축은 반대이지만 원리는 동일하다. 이 플롯은 리간드 결합 실험에 사용된 Scatchard 플롯의 동역학 버전이다.

## 같이 보기
- 효소 반응속도론
- 미카엘리스-멘텐 반응속도론
- 라인위버-버크 플롯
- 헤인즈-울프 플롯